# Leszek Kostecki
Leszek Kostecki (ur. 24 stycznia 1934 w Krynicy, zm. 4 listopada 1988 w Poznaniu) – polski malarz i grafik

## Życiorys
Urodził się w 1934 r. w Krynicy, a w 1945 r. przeniósł się do Gdańska. W 1954 r. ukończył Państwowe Liceum Sztuk Plastycznych w Gdyni i rozpoczął naukę na Wydziale Sztuk Pięknych UMK w Toruniu. W 1955 r. przeniósł się do Państwowej Wyższej Szkoły Sztuk Plastycznych w Gdańsku. Dyplom na Wydziale Malarstwa pod kierunkiem Krystyny Łady-Studnickiej (1960 r.). Od 1961 r. zamieszkały w Poznaniu. Mąż Barbary Houwalt-Kosteckiej (polskiej poetki i malarki). Uprawiał głównie grafikę artystyczną i malarstwo. W 1963 r. pierwsza wystawa indywidualna w BWA w Poznaniu. Uczestniczył w wystawach zagranicznych w Brnie, Sofii, Hanowerze, Budapeszcie, Moskwie, La Paz. Laureat Nagrody Miasta Poznania i Województwa Poznańskiego.
Współorganizator i komisarz konkursów malarskich im. Jana Spychalskiego w Poznaniu. Szef ZPAP Oddziału Poznańskiego. Zmarł w 1988 r. w Poznaniu.